# PCD (album)
Pour les articles homonymes, voir PCD.
Albums de The Pussycat Dolls
Doll Domination
(2008)
PCD est le 1er album des Pussycat Dolls sorti avec le label A&M Records.

## Liste des titres
1. Don't Cha (featuring Busta Rhymes)
2. Beep (featuring will.i.am)
3. Wait a Minute (featuring Timbaland)
4. Stickwitu
5. Buttons (featuring Snoop Dogg)
6. I Don't Need a Man
7. Hot Stuff (I Want You Back)
8. How Many Times, How Many Lies
9. Bite The Dust
10. Right Now
11. Tainted Love/Where Did Our Love Go
12. Feelin' Good
13. Sway
14. Flirt

## Charts et certifications
(juin 2009).
Si vous disposez d'ouvrages ou d'articles de référence ou si vous connaissez des sites web de qualité traitant du thème abordé ici, merci de compléter l'article en donnant les références utiles à sa vérifiabilité et en les liant à la section « Notes et références ».
| Chart            | Position | Certifications | Ventes     |
| ---------------- | -------- | -------------- | ---------- |
| États-Unis       | 5        | 3 × Platine    | 2 700 000+ |
| Royaume-Uni      | 7        | 3 × Platine    | 1 020 000+ |
| Australie        | 8        | 3 × Platine    | 210 000+   |
| France           | 23       | 2 × Or         | 180 000+   |
| Nouvelle-Zélande | 1        | 2 × Or         | 30 000+    |
| Portugal         | 12       | Or             | inconnu    |
| Allemagne        | 6        | Or             | 400 000+   |
| Autriche         | 13       | Platine        | 75 000+    |
| Monde            |          |                | 6 500 000+ |

1: Dernier disque : 27 janvier 2006
2: Dernière mise à jour le 31 décembre 2015 à 18h00.

## Production
- Photographie : James White
- Design package : Julian Peploe
- Attaché de presse : Dave Tomberlin
- Mastering : Brian Gardner
- Artiste development : Michelle Thomas
- Producteur exécutif : Ron Fair, Jimmy Iovine
- Coproducteur exécutif : Robin Antin
- Management : Jeff Haddad
- Management coordinateur : Jeff Norskog